# Diego Van Looy
Diego Van Looy (Mechelen, 1 november 1991) is een Belgisch duatleet en triatleet.

## Levensloop
Van Looy groeide grotendeels op bij zijn grootouders te Hombeek. Op zijn vijf jaar werd hij sportief actief als voetballer, waarbij hij omstreeks zijn 15de werd opgemerkt door Racing Mechelen. Op 17-jarige leeftijd maakte hij de overstap naar atletiek. Omwille van het compartimentsyndroom stopte hij met atletiek en maakte vervolgens de overstap naar het wielrennen. Hij was onder meer 1 jaar actief bij de continentale Franse wielerformatie Bourg En Bresse cyclisme.
In 2015 nam hij afscheid van het wielrennen en richtte zich op de duatlon en later ook op de triatlon. In 2016 behaalde hij een vijfde plaats in de Ironman Maastricht en een negende plek in de Ironman Lanzarote. In 2017 bevestigde hij deze resultaten met een negende plek in de Ironman Nieuw-Zeeland en in januari 2018 met een eerste plaats in Israman 70.3. Later in 2018 volgde onder meer een tiende plaats in de Ironman Lanzarote, een vijfde plaats in de Ironman Wales en een absoluut hoogtepunt met de eerste plaats in de EmbrunMan, aanzien als de zwaarste triatlon ter wereld. In 2019 won hij de 70.3 Israman & de Powerman world series Mallorca en behaalde hij een vijfde plaats in de Ironman Lanzarote en een vierde plaats in de Ironman Nice. Hoogtepunt was echter zijn wereldtitel op het WK duatlon lange afstand in het Zwitserse Zofingen.
In augustus 2021 was hij betrokken bij een ongeval tijdens een trainingssessie op de Balearen, waarbij hij werd aangereden door een truck. Van Looy brak zijn nek op drie plaatsen (C1-C2-C4), drie ribben en liep vier breuken op in zijn rug (T7-T8-T9-T10). Hij werd hierbij driemaal geopereerd op nek & rug Op 1 augustus 2022, na een zware revalidatieperiode, kreeg hij groen licht om de trainingen terug te hervatten. Op 27 januari 2023 won hij de Israman full distance triatlon, bestempeld als een van de zwaarste Ironmans ter wereld.

## Palmares
2023
- Israman Iron Distance Triathlon

2020
- Vercorsman XL
- Israman 70.3 Distance Triathlon

2019
- Marathon Lanzarote
- Wereldkampioenschappen Duatlon Long Distance Zofingen
- Israman 70.3 Distance Triathlon
- Powerman Mallorca
- 4e Ironman Nice
- 5e Ironman Lanzarote

2018
- Embrunman Iron Distance Triathlon
- Powerman Mallorca
- Israman 70.3 Distance Triathlon